# Systoloneura geometropis
Systoloneura geometropis är en fjärilsart som först beskrevs av Edward Meyrick 1936.  Systoloneura geometropis ingår i släktet Systoloneura och familjen styltmalar.
Artens utbredningsområde är:
- Hongkong (Kina).
- Taiwan.

Inga underarter finns listade i Catalogue of Life.